# Bébé siffleur
Bébé siffleur est un épisode de la série télévisée d'animation Les Simpson. Il s'agit du troisième épisode de la vingt-neuvième saison et du 621e épisode de la série. Il est diffusé pour la première fois le 15 octobre 2017 aux États-Unis.

## Synopsis
Alors que Marge reçoit ses amies Hélène Lovejoy, Luan Van Houten et Bernice Hibert, Homer est chargé de surveiller Maggie. Le père autant que la fille commencent vite à s'ennuyer. C'est alors qu'Homer entend de nombreux sifflements, se demande si c'est un oiseau ou la radio, il se rend compte que c'est sa fille Maggie qui siffle avec beaucoup de talent. Il imagine l'utiliser en faisant croire que c'est lui qui siffle devant un public, en cachant Maggie à côté de la scène et rêve à la célébrité. Marge, vexée que ses amies dénigrent son intérieur et trouvent qu'elle n'a aucun goût, va refaire une salle de l'école à elle seule pour prouver qu'elle a du talent dans ce domaine. Gros Tony est éblouit par son travail et lui demande de devenir sa décoratrice d'intérieur. Homer fait réellement croire à ses amis qu'il a un don de siffleur en cachant Maggie dans son sac à dos. Son secret est découvert par son père Abraham qui lui explique que ce talent a sauté une génération. Enfant, ce dernier a voulu devenir célèbre dans une émission de radio en tentant un sifflement très difficile, mais s'est blessé les lèvres. Il veut que sa petite-fille devienne célèbre, elle, et lui apprend à imiter les oiseaux, en vue d'un audition pour la télé. Gros Tony amène Marge dans sa nouvelle propriété pour qu'elle la décore et fait les magasins avec elle. Celle-ci ignore toujours le talent de Maggie, mais Lisa le découvre une nuit et essaie de ne pas en être jalouse. Marge se rend compte que la grande propriété qu'elle a décoré est une maison de passe et refuse d'y être mêlée, Gros Tony décide d'y mettre le feu pour toucher l'assurance. Maggie participe à l'émission de télé pour jeunes talents, mais elle n'arrive plus à siffler à cause d'une dent qui lui a poussé.

## Réception
Lors de sa première diffusion l'épisode a attiré 2,91 millions de téléspectateurs mais tout de même un taux de 1,3 sur les jeunes de 18 à 49 ans ce qui permet à la série d'être une fois de plus l'émission la mieux classée de la soirée sur la Fox.